# SN 2005L
SN 2005L – supernowa typu Ia-pec odkryta 15 stycznia 2005 roku w galaktyce M+07-33-05. W momencie odkrycia miała maksymalną jasność 18,20m.